# 薛怀吉家族墓地
薛怀吉家族墓地位于中国山西省运城市万荣县贾村乡西思雅村北。

## 保护
2021年8月4日，薛怀吉家族墓地公布为第六批山西省文物保护单位，古墓葬类，年代为北魏，编号6-39。	